# I ragazzi del Marais
I ragazzi del Marais è un film del 1999 diretto da Jean Becker, tratto dal romanzo Les Enfants du Marais di Georges Montforez. Marais è la zona paludosa che circonda un tratto del fiume Loira.

## Trama
Regione del Marais, lungo le sponde della Loira, nella Francia contadina dei primi anni Trenta. Riton, sposato in seconde nozze con una donna dal pessimo carattere con la quale ha avuto tre figli, si rifugia spesso nel vino per cercare conforto al doloroso ricordo della prima, amatissima moglie. Accanto a lui, in una casetta molto modesta, vive da solo Garris, capitato da quelle parti dopo aver combattuto nella prima guerra mondiale. Garris e Riton si sono conosciuti, e diventati amici, fanno occasionali lavori legati alle stagioni (raccolgono, vendono frutta, lumache, pesci). Il lago e la palude sono il loro sostentamento. Ogni tanto qualcuno va a trovarli: Tane, il macchinista, e Amédée, un sognatore elegante amante dei libri e della musica. Un giorno capita lì anche Pépé, che aveva trascorso l'infanzia sulla palude, ma ora aveva fatto fortuna in città, torna lì col nipotino Pierrot. Nel frattempo Garris ha conosciuto Marie, una domestica, e se ne è innamorato, ma poi viene a sapere che in vacanza conosce e si sposa con un farmacista. Riton in un bar provoca stupidamente l'odio di Jo Sardi, famoso pugile locale, durante una rissa che porta il pugile in prigione per sei mesi rovinando così la sua carriera, medita allora la vendetta. Quando esce dal carcere, Jo cerca subito Riton per ucciderlo. Pépé se ne accorge, cerca di avvertirlo ma muore mentre corre con affanno. Jo cade nella palude, Riton lo salva e i due diventano amici. Moriranno entrambi nella seconda guerra mondiale. Garris invece, partito, non ha dato più notizie. Al posto della palude bonificata c'è oggi un supermercato. Tutto questo è raccontato da Cri Cri, la figlia piccola di Riton, ora anziana ma allora bambina di 5 anni, innamorata da quell'età di Pierrot, si sposa poi in età adulta con lui.

## Riconoscimenti
- 1999 - Festival du film de Cabourg
  - Swann d'oro al miglior attore (Jacques Gamblin)